# Kamytzès
Les Kamytzès (en grec byzantin : Καμύτζης, Kamytzai au pluriel) sont une famille de l'aristocratie de l'Empire byzantin. Elle apparaît à la fin du XIe siècle et connaît une certaine influence jusqu'à la fin du siècle suivant. Elle est principalement représentée par Manuel Kamytzès.

## Étymologie et origines
L'étymologie du patronyme demeure incertaine. L'historien Nikos Bees suggère qu'il dérive du grec kamnyo, signifiant « proche des yeux ». Sans rejeter cette théorie, Alexander Kazhdan mentionne une autre hypothèse, faisant état d'une origine turque. Selon Ioannis Leontiadis, Alexandra-Kyriaki Wassiliou-Seibt et Andreas Gkoutzioukostas, le nom de Kammytsis dérive et du verbe kamnyo/kammyzo, tandis que le suffixe -itzis/-itsis empêche d'y voir une origine turque.
L'historien Paul Gautier fait du mercenaire turc Kamyrès l'ancêtre de cette famille, après son entrée au service de l'Empire en 1083. D'autres historiens s'accordent sur cette théorie mais Charles Brand note que la proximité apparente entre les noms de Kamytzès et Kamyrès ne suffit pas à établir une certitude. Ainsi, plusieurs historiens rejettent cette origine turque pour une origine grecque. 
La découverte d'un sceau daté des années 1030-1050, faisant référence au général et protospathaire et epi tou Chrysotriklinou Théodore Kamytzès, serait de nature à invalider l'hypothèse d'une descendance turque par l'intermédiaire du personnage de Kamyrès.

## Histoire
Le premier membre d'importance de cette famille est Eustathe Kamytzès, qui apparaît en 1094 et devient doux (duc) de Nicée. Pour Gautier, il s'agirait de Kamyrès ou bien d'un fils ou d'un neveu. Le membre le plus éminent de cette famille est Manuel Kamytzès, un fils de Constantin Kamytzès et de Marie Comnène. Par sa mère, il est apparenté à la famille régnante des Comnènes, ainsi qu'à celle des Ange qui prend la suite des Comnènes à la tête de l'Empire. Manuel Kamytzès sert notamment sous Alexis III Ange (1195-1203), comme l'un de ses principaux généraux. Quand il est fait prisonnier et qu'Alexis refuse de payer sa rançon, une crise s'empare brièvement de l'Empire. Le sort de la famille Kamytzès à la suite de la disparition de Manuel est méconnu. Le Partitio terrarum imperii Romaniae en fait l'une des principales familles de propriétaires terriens de l'Empire. Selon l'historien du XIIIe siècle Georges Pachymère, ils font partie de la haute noblesse et tentent de tirer parti de la crise qui suit la mort de Théodore II Lascaris en 1258. Toutefois, peu de membres sont connus, à l'exception d'un certain Georges Kamnytzoboukès, qui sert comme doux des Thracésiens en 1241.
Sous les Paléologue, dernière famille régnante de l'Empire, le patronyme de Kamytzès survit mais il ne semble plus se référer à l'aristocratie. Un propriétaire terrien est attesté à Céphalonie en 1264, tandis qu'un autre est un habitant de Thessalonique vers 1361, impliqué dans une affaire de faux héritage du monastère de Docheiariou. Enfin, un Manuel Kamytzès est mentionné comme prêtre brièvement défroqué en 1394.